# دیو سیتک
دیوید اندرو سیتک (متولد ۶ سپتامبر ۱۹۷۲) نوازنده و تهیه‌کننده موسیقی آمریکایی است، که برای کار با گروه تی‌وی آن د ریدیو شناخته می‌شود. او همچنین با گروه‌هایی مانند یه یه یهش، لایرز، فولز، سلبریشن، لیتل دراگون، بیدی آی و ویزر نیز کار کرده‌است و ریمیکس‌هایی در سبک جاز آزاد از آهنگ‌های هنرمندانی مانند بک و ناین اینچ نیلز تهیه کرده‌است. سیتیک عکاسی و نقاشی نیز انجام می‌دهد.
در آوریل ۲۰۰۸، سیتک در فهرست ۵۰ نفر ان‌ام‌ای از آینده نگرترین افراد موسیقی امروز قرار گرفت.

## زندگی
سیتک در سال ۱۹۷۲ زاده شد و با برادرانش در کلمبیا، مریلند بزرگ شد. مادر او در بخش آموزش عمومی کار می‌کرد و به گفته سیتک، "به من و برادرانم اجازه می‌داد تا چیزهایی را کشف کنیم. به حدی که [او] به من اجازه داد یک گروه هاردکور راه اندازی کنم و از ۱۴ سالگی در خانه موسیقی تمرین کنم. " سیتک در سنین کودکی تحت تأثیر عمه‌اش پائولا که در دهه ۱۹۶۰ از خانه برای دیدن جیمی هندریکس دزدکی بیرون رفته بود و طرفدار سرسخت تاکینگ هدز و بلوندی بود، به موسیقی علاقه‌مند شد.
دیو سیتک زمانی در یک بار در یک کافی شاپ با کایپ ملون از اعضای گروه تی‌وی‌آن د ریدیو و کریس تیلور، بیس‌نواز گروه گریزلی بیر کار می‌کرد.

## گزیده آهنگ‌شناسی

### با جینز ادیکشن
- The Great Escape Artist (2011)

### تهیه‌کنندگی
سیتک آلبوم هرجایی سرم را می‌گذارم را برای بازیگر، اسکارلت جوهانسون، که در مه ۲۰۰۸ منتشر شد، تهیه کرد. سیتک همچنین تهیه‌کننده آلبوم پادزهرها از فولز و اولین EP گروه شیکاگویی Aleks and Drummer با عنوان May a Lightning Bolt Caress You که در ژوئن ۲۰۰۸ منتشر شد نیز بود.
- Orwells - صداهای دیگر - نسخه دیو سیتک
- تی وی آن د ریدیو - باشه حسابگر (۲۰۰۲)
- یه یه یهس - Yeah Yeah Yeahs (2002)
- Love Life - Here Is Night, Brothers, Here the Birds Burn (2002)
- یه یه یهس - Fever to Tell (2003)
- تی وی آن د ریدیو - جوانان ناامید، بچه‌های تشنه خون (۲۰۰۴)
- لایرز - آنها اشتباه کردند و ما غرق شدیم (۲۰۰۴)
- سلبریشن - جشن (۲۰۰۶)
- تی وی آن د ریدیو - بازگشت به کوه کوکی (۲۰۰۶)
- یه یه یهس - استخوان‌هایت را نشان بده (۲۰۰۶)
- وشیر -مرگ باحال مهاجمان جزیره (۲۰۰۶)
- Dragons of Zynth - Coronation Thieves (2007)
- سلبریشن- قبیله نوین (۲۰۰۷)
- فولر - Antidotes (2008)
- اسکارلت جوهانسون - هرجایی سرم را می‌گذارم (۲۰۰۸)
- Aleks و درامر - ممکن است یک صاعقه شما را نوازش کند! (۲۰۰۸)
- تی وی آن د ریدیو - Dear Science (2008)
- Telepathe - Dance Mother (2009)
- Iran - Dissolver (2009)
- یه یه یهس - این حمله رعد اسا است! (۲۰۰۹)
- نویز صورتی - اگر کسی متوجه شود چه اتفاقی می‌افتد؟ (۲۰۰۹)
- Wale - کسری توجه (۲۰۰۹)
- هالی میراندا - کتابخانه خصوصی شعبده باز (۲۰۱۰)
- Daniel Higgs - Say God (2010)
- تی وی آن د ریدیو - نه نوع نور[۶]
- Icky Blossoms، (۲۰۱۲)
- Santigold - Master of My Make-Believe (2012)
- CSS - Planta (2013)[۷]
- Ximena Sariñana - Ximena Sariñana (2012)
- خفاش برای شلاق - مرد خالی از سکنه
- Beady Eye - BE (2013)[۸]
- Yeah Yeah Yeahs - Mosquito (2013)[۹]
- تلویزیون در رادیو - «رحمت» و «میلیون مایل» (۲۰۱۳)
- Oh Land - Wishbone (8 آهنگ) (2013)[۱۰]
- اریک هاسل - "Somebody's Party" از Somebody's Party - EP (2014)
- Elliphant - "Look Like You Love It" از Look Like You Love It (2014)
- کلیس - خوراک، (۲۰۱۴)
- Cerebral Ballzy - Jaded & Faded، (۲۰۱۴)
- Francisca Valenzuela - Tajo Abierto (4 آهنگ)، (۲۰۱۴)
- تی‌ویآن د ریدیو - دانه‌ها، (۲۰۱۴)
- Preservation Hall Jazz Band - So It Is (2017)
- بیانسه و جی زی - "LoveHappy" از همه چیز عشق است (۲۰۱۸)
- ویزر - <i id="mw7Q">Weezer</i> (آلبوم سیاه)، (۲۰۱۹)
- In The Valley Following - The Pink Chateau، (2019)[۱۱]
- Adil Omar - "The Great Unraveling" از استاد (فقط گیتار) (۲۰۲۰)
- اور لیدی پیش - دستگاه روحی دو (TBA)[۱۲]

اگرچه سیتک با چندین گروه موسیقی ایندی (مستقل) در بروکلین همکاری کرده‌است، اما نگاه تردیدآمیزی به جنبش موسیقی مستقل دارد. او در مصاحبه ای با مجله موسیقی دانمارکی Soundvenue توضیح داد که از چرخش فرصت طلبانه موسیقی ناراضی است، و به گروه‌های مستقل که به بروکلین نقل مکان می‌کنند تا فقط ادعا کنند که آنها از "مکه خلاقیت" آمده‌اند و توجه مجلات موسیقی را جلب کنند، اشاره کرد. این ممکن است توضیح دهد که چرا سیتک در ساحل غربی در بورلی هیلز، کالیفرنیا ساکن شده‌است. وی توضیح داد: "مردم نمی‌توانند اینجا خود را پنهان کنند. هرکسی به دنبال منافع خودش است. این یک شهر بسیار خودمحور است. اما من اهمیتی نمی‌دهم که "ایندی‌هاً چه فکر می‌کنند. آن دسته از گروه‌ها که از فروش گروه‌های دیگر شکایت داشتند، iPod خود را با موسیقی غیرقانونی پر کردند. " سیتک در پروژه انفرادی خود به نام حداکثر بالون، با بسیاری از دوستان قدیمی خود همکاری می‌کند که از جمله آنها کارن او، دیوید برن و کیپ مالون از تی‌ویآن د ریدیو هستند)، که او ادعا می‌کند هنوز علاقه‌مند به ایجاد آهنگ‌های زیبا هستند.

### کار تکی
- حداکثر بالون (اینتراسکوپ، ۲۰۱۰)

### تک‌آهنگ‌ها
- اگر برگردی(۲۰۱۰)
- مرا خط بزن (۲۰۱۰)
- پلنگ (۲۰۱۰)

### ریمیکس‌ها
- فیشراسپونر "Never Win (Dave Sitek Remix)" (2005)، استودیوی FS
- ناین اینچ نیلز "Survivalism (Dave Sitek Remix)" (2007)Interscope
- نایف "خانه مرمر (ریمیکس دیو سیتک)" (۲۰۰۷)، بریل
- بک هانسن "ستاره تاریک (ریمیکس دیوید اندرو سیتک)" (۲۰۰۷)، Interscope
- بت فور لشز "Sleep Alone (909s In Darktimes Mix)" (2009)، Parlophone
- استیون ویلسون "Harmony Korine (David A. Sitek Magnetized Nebula Mix)" (2009)، Kscope
- آنکل "Follow Me Down (Dave Sitek Remix)" (2010)، تسلیم همه
- ام‌اف دوم "Gazzillion Ear (Dave Sitek / Jneiro Jarel Remix)" (2010)، Lex Records
- تیکن و سارا "Alligator (Dave Sitek Remix)" (2010)، سیر
- لیکه لی "I Follow Rivers (Dave Sitek Remix)" (2011)، LL Recordings
- نیکد اند فیمس "خون جوان (ریمیکس دیوید اندرو سیتک)" (۲۰۱۱)، موسیقی جهانی
- نورا جونز "پس از سقوط (ریمیکس دیوید اندرو سیتک)" (۲۰۱۲)، پارلوفون
- نورا جونز "She's 22 (David Andrew Sitek Remix)" (2012)، Parlophone
- فلورنس اند د مشین "No Light, No Light (DAS Remix)" (2012)، Island Records